# Plecotus sacrimontis
Plecotus sacrimontis — вид рукокрилих родини Лиликові (Vespertilionidae).

## Поширення, поведінка
Проживання: Японія (Хоккайдо, Хонсю, Шікоку), Росія (Курильські острови). Був зафіксований між 700 і 1700 м над рівнем моря. Вони спочивають у дуплах великих дерев у лісах протягом дня і харчуються вночі. Крім того, вони сплять в печерах і будинках.